# Toni Hannula
Toni Leander Hannula (* 30. April 1962 in Rovaniemi) ist ein ehemaliger finnischer Ringer, Gewinner der Bronzemedaille bei der Europameisterschaft 1985 im griechisch-römischen Stil im Halbschwergewicht.

## Werdegang
Toni Hannula begann im Jahre 1970 beim Ringerclub Lapin Lukko, dem er bis 1975 angehörte, mit dem Ringen. Dieser Club gehörte ebenso wie der Ringerclub Muhoksen Voitto, für den Toni Hannula ab 1976 bis zum Ende seiner Laufbahn rang, dem finnischen Arbeitersportverband TUL an. Aufgrund einer Vereinbarung konnten die Sportler dieses Verbandes aber bei allen Meisterschaften der dem Welt-Ringerverbandes FILA angehörenden Verbänden starten.
Toni Hannula belegte ab 1976 im Nachwuchsbereich bei den Meisterschaften des finnischen Ringerverbandes und des Sportverbandes TUL bei den jeweiligen Altersgruppen immer Spitzenplätze. Im Jahre 1979 gewann er im Alter von 17 Jahren erstmals die Meisterschaft des Sportverbandes TUL im griech.-röm. Stil im Halbschwergewicht. Insgesamt wurde er neunmal Meister dieses Verbandes. Seine erste finnische Meisterschaft des nationalen Ringerverbandes gewann er 1982 ebenfalls im griech.-röm. Stil im Halbschwergewicht. Insgesamt wurde er bis 1997 viermal finnischer Meister und erreichte vierzehn Platzierungen auf den Plätzen 1 bis 3, obwohl er aus beruflichen Gründen von 1990 bis 1995 eine Pause einlegte, an denen er sich bei keinen Meisterschaften beteiligte.
Toni Hannula hatte in Finnland in seiner Gewichtsklasse in Keijo Manni und Harri Koskela zwei harte Konkurrenten. Diese drei Athleten machten sich den Startplatz bei den internationalen Meisterschaft gegenseitig streitig. Toni Hannula schaffte es in den Jahren 1983 bis 1987 mehrmals sich diesen Startplatz zu erkämpfen. So war er bei der Weltmeisterschaft 1983 in Kiew im Halbschwergewicht im griech.-röm. Stil am Start. Er musste dort aber Lehrgeld bezahlen und kam nur auf den 13. Platz. 
Sehr viel mehr erreichte er bei der Europameisterschaft 1984 in Jönköping. Er gewann dort drei Kämpfe, wobei besonders sein Sieg über Ilie Matei aus Rumänien beachtenswert ist, verlor aber gegen Atanas Komtschew aus Bulgarien u. Georgios Pozidis, Griechenland. Er belegte damit einen ehrenvollen 4. Platz. Auch bei den Olympischen Spielen 1984 in Los Angeles war Toni Hannula am Start. Mit einem Sieg und zwei Niederlagen erreichte er dort einen guten 7. Platz.
Der größte Erfolg in seiner internationalen Ringerlaufbahn gelang Toni Hannula bei der Europameisterschaft 1985 in Leipzig. Durch sehr gute Leistungen kam er dort hinter Igor Kanygin aus der UdSSR und Ilie Matei, aber noch vor Andrzej Malina aus Polen und Franz Pitschmann aus Österreich auf den 3. Platz.
1987 absolvierte er bei der Weltmeisterschaft in Clermont-Ferrand seinen letzten Start bei einer internationalen Meisterschaft. Er kam dabei im Schwergewicht auf den 10. Platz.
Toni Hannula startete von 1980 bis 1986 auch regelmäßig bei den internationalen Turnieren seines Verbandes TUL. Bei diesen Turnieren war immer ein Teil der Weltelite versammelt, weil dort die damaligen Ostblock-Staaten immer mit starken Ringern vertreten waren. Er erreichte bei diesen Turnieren regelmäßig sehr gute Plätze und gewann 1984 dieses Turnier sogar.

## Internationale Erfolge
(OS = Olympische Spiele, WM = Weltmeisterschaft, EM = Europameisterschaft, GR = griech.-röm. Stil, F = freier Stil, Hs = Halbschwergewicht, S = Schwergewicht, damals bis 90 kg bzw. 100 kg Körpergewicht)
- 1980, 3. Platz, Turnier des Sportverbandes TUL in Helsinki, GR, Hs, hinter Janos Fodor, Ungarn u. Thomas Horschel, DDR u. vor Aki Tarino, Finnland u. Imre Santra, Ungarn;

- 1981, 2. Platz, Turnier des Sportverbandes TUL in Helsinki, GR, Hs, hinter Ion Draica, Rumänien u. vor Nikolai Rutin, UdSSR, Plamen Markowski, Bulgarien u. Jorma Niemi, Finnland;

- 1982, 2. Platz, Turnier des Sportverbandes TUL in Helsinki, GR, Hs, hinter Ion Draica u. vor Ilie Matei, Rumänien, Uwe Witthuhn, DDR u. Ludomir Petrow, Bulgarien;

- 1982, 3. Platz, Junioren-EM (Espoirs = bis zum 20. Lebensjahr) in Leipzig, GR, Hs, hinter Anatoli Fedorenko, UdSSR u. Julian Wassiljew, Bulgarien;

- 1983, 4. Platz, Turnier des Sportverbandes TUL in Oulu, GR, Hs, hinter Zauri Twaraschwili, UdSSR, Frank Andersson, Schweden u. Jindrich Durcak, CSSR u. vor Ilie Matei u. Tibor Kovács, Ungarn;

- 1983, 13. Platz, WM in Kiew, GR, Hs, Sieger: Igor Kanygin, UdSSR vor Atanas Komtschew, Bulgarien u. Norbert Növényi, Ungarn;

- 1984, 1. Platz, Turnier des Sportverbandes TUL in Helsinki, GR, Hs, vor Roman Belkin, UdSSR, Heikki Jantunen u. Harri Koskela, bde. Finnland u. Nikolai Epschistow, Bulgarien;

- 1984, 4. Platz, EM in Jönköping, GR, Hs, mit Siegen über Jean-Francois Court, Frankreich, Adrian Berg von Linde, Schweden u. Ilie Matei u. Niederlagen gegen Atanas Komtschew u. Georgios Pozidis, Griechenland;

- 1984, 7. Platz, OS in Los Angeles, GR, Hs, mit einem Sieg über Kallos, Kanada u. Niederlagen gegen Steve Fraser, USA u. Georgios Pozidis;

- 1984, 2. Platz, World-Cup in Seinäjoki/Finnland, GR, Hs, hinter Igor Kanygin u. vor Atanas Komtschew, Steve Fraser u. Salah, Ägypten;

- 1985, 3. Platz, EM in Leipzig, GR, Hs, hinter Igor Kanygin u. Ilie Matei u. vor Andrzej Malina, Polen, Franz Pitschmann, Österreich u. Lajos Herczeg, Ungarn;

- 1985, 3. Platz, Turnier in Bukarest, GR, Hs, hinter Ilie Matei u. Havas Mulajew, UdSSR;

- 1986, 1. Platz, Großer Preis der CSSR in Prag, GR, Hs, vor Douglas Cox, Kanada u. Andreas Steinbach, BRD;

- 1986, 2. Platz, Turnier des Sportverbandes TUL in Vantaa, GR, Hs, hinter Rafael Samurgatschew, UdSSR u. vor Harri Koskela, Ilja Wentow, Bulgarien u. Raima Laine, Finnland;

- 1987, 10. Platz, WM in Clermont-Ferrand, GR, S, Sieger: Guram Guduschauri, UdSSR vor Dennis Koslowski, USA u. Vasile Andrei, Rumänien

## Finnische Meisterschaften
- 1981, 2. Platz, GR, Hs, hinter Risto Salopuro u. vor Timo Perimäki,
- 1981, 2. Platz, F, Hs, hinter Jarmo Övermark u. vor Tomi Niemi,
- 1982, 1. Platz, GR, Hs, vor Asko Takala u. Jorma Haatainen,
- 1982, 3. Platz, F, Hs, hinter Timo Lehto u. Risto Remsu,
- 1983, 1. Platz, GR, Hs, vor Markku Latvala u. Hannu Kinnenen,
- 1984, 1. Platz, GR, Hs, vor Harri Koskela u. Hannu Kinnunen,
- 1985, 1. Platz, GR, Hs, vor Risto Remsu u. Harri Koskela,
- 1986, 3. Platz, GR, Hs, hinter Jarmo Övermark u. Kari Lehtonen,
- 1987, 3. Platz, GR, Hs, hinter Harri Koskela u. Jarmo Övermark,
- 1988, 2. Platz, GR, Hs, hinter Harri Koskela u. vor Raimo Laine,
- 1989, 2. Platz, GR, S, hinter Keijo Manni u. vor Jouni Ilomäki,
- 1996, 3. Platz, GR, S, hinter Harri Koskela u. vor Jani Manni,
- 1996, 3. Platz, F, S, hinter Jani Manni u. Mika Sinisalo,
- 1997, 2. Platz, GR, S, hinter Jani Manni u. vor Jussi Ketonen

## Meisterschaften des Sportverbandes TUL
Toni Hannula wurde Meister des Sportverbandes TUL in den Jahren 1979, 1980, 1981, 1982, 1983, 1985 und 1987 im Halbschwergewicht und 1984 und 1986 im Schwergewicht, jeweils im griechisch-römischen Stil.
- 1979, 1. Platz, GR, bis 90 kg, vor Jukka Vigell und Risto Salopuro
- 1980, 1. Platz, GR, bis 90 kg, vor Pertti Janhunen und Aimo Kärkkäinen
- 1981, 1. Platz, GR, bis 90 kg, vor Risto Salopuro und Martti Miettinen
- 1982, 1. Platz, GR, bis 90 kg, vor Aki Tarino
- 1983, 1. Platz, GR, bis 90 kg, vor Markku Latvala und Aki Tarino
- 1984, 1. Platz, GR, bis 100 kg, vor Risto Salopuro und Matti Moisala
- 1985, 1. Platz, GR, bis 90 kg, vor Hannu Kinnunen
- 1986, 1. Platz, GR, bis 100 kg, vor Jukka Hellgren und Jouku Koivisto
- 1987, 1. Platz, GR, bis 90 kg, vor Ari Sikiö und Mika Vuori